# Andrea Deck
Andrea Deck (Grosse Pointe, 5 febbraio 1994) è un'attrice cinematografica, attrice teatrale e doppiatrice statunitense, attiva anche in televisione. Si è formata presso la London Academy of Music and Dramatic Art. È molto nota come doppiatrice nel ruolo di Amanda Ripley, figlia di Ellen Ripley, in Alien: Isolation, così come nel suo ruolo di agente della CIA Jenna Bragg in Showtime serie Homeland - Caccia alla spia.

## Primi anni
Andrea Deck è nata il 5 febbraio 1994 ed è cresciuta a Grosse Pointe, nel Michigan. All'età di 15 anni ha iniziato a frequentare il campo estivo dell'Interlochen Centre for the Arts fino a quando non si è diplomata alla Grosse Pointe South High School all'età di 18 anni. Successivamente si è trasferita a Londra, in Inghilterra, per studiare alla London Academy of Music and Dramatic Art. Si è laureata con lode in recitazione professionistica.

## Carriera
Il suo primo ruolo come attrice è stato nel film In Love With a Nun, che è stato proiettato allo Short Film Corner del Festival di Cannes nel 2009.
Successivamente è apparsa come comparsa nell'adattamento cinematografico di Tom Hooper del 2012 di Les Misérables. Nello stesso anno è stata scelta per il ruolo di Allie in The Lovers di Roland Joffé e per il ruolo della cantante lirica Charlotte Watson nel film Il violinista del diavolo diretto da Bernard Rose in cui ha dimostrato la sua voce di formazione classica, oltre ad apparire in The Counselor di Ridley Scott nello stesso anno.
In seguito ha interpretato la star del cinema muto Mabel Normand in Mr Selfridge di ITV. Nell'aprile 2013 ha co-fondato la società di produzione londinese Tough Dance Ltd. con l'attore Ben Cura.
La Deck ha doppiato Amanda Ripley nel videogioco Alien: Isolation, interpretato anche da Sigourney Weaver e dal cast del film originale di Ridley Scott. Successivamente ha ripreso il ruolo in Alien: Blackout. Ha anche recitato in un adattamento cinematografico dell'opera teatrale Creditori di August Strindberg, diretta da Ben Cura, nel ruolo della scrittrice Chloe Fleury, oltre ad essere una produttrice del film. Nel 2015, ha interpretato il personaggio femminile principale nel film horror britannico The Ghost Writer, in uscita nel 2016.
Nel 2018 ha interpretato la vittima dell'omicidio Mahalia Geary nell'adattamento della BBC2 di The City & The City di China Miéville. Nel 2020 ha interpretato un ruolo importante come agente della CIA Jenna Bragg nella stagione 8 di Homeland.

## Vita privata
La Deck ha il diabete mellito di tipo 1 e gestisce un canale YouTube e un account Instagram su come affrontare questa condizione.

## Filmografia

### Attrice

#### Cinema
- In love With a Nun, regia di Ronald Eltanal (2009)
- Les Misérables, regia di Tom Hooper (2012)
- The Counselor, regia di Ridley Scott (2013)
- Il violinista del diavolo, regia di Bernard Rose (2013)
- Mr Selfridge, regia di Andrew Davies (2014)
- The Lovers, regia di Roland Joffé (2015)
- Creditors, regia di Ben Cura (2016)
- The Crown, regia di Peter Morgan (2016)
- Instrument of War, regia di Adam Thomas Anderegg (2017)
- Homeland, regia di Howard Gordon, Alex Gansa (2020)
- All The Light We Cannot See, Shawn Levy (2022)

#### Televisione
- Tutta la luce che non vediamo (All the Light We Cannot See) - miniserie TV, 4 puntate (2023)

#### Videogiochi
- Strike Suit Zero, Born Ready (2013)
- Alien: Isolation, The Creative Assembly (2014)
- Carol,  BBC Radio 4, (2014)
- Strike Suit Zero: Director's Cut, Born Ready (2014)
- SOMA, Thomas Grip (2015)
- Star Wars Battlefront, Ken Brown (2015)
- Alien: Out of the Shadows, Audible Studios (2016)
- Hitman, Christian Elverdam (2016)
- Quantum Break, Sam Lake, Mikael Kasurinen (2016)
- Batman: Arkham VR, David Hego (2017)
- Tom Clancy's Ghost Recon: Wildlands, Ubisoft Paris (2017)
- A Way Out, Josef Fares (2018)
- Alien: Blackout, D3PA  (2019)

#### Web series
- Alien: Isolation – The Digital Series, Fabien Dubois (2019)

### Produttrice
- Creditori, regia di Ben Cura (2016)